# Apsus Vallis
L'Apsus Vallis è una struttura geologica della superficie di Marte.